# Blaesoxipha dupuisi
Blaesoxipha dupuisi är en tvåvingeart som beskrevs av Leonide 1995. Blaesoxipha dupuisi ingår i släktet Blaesoxipha och familjen köttflugor. Inga underarter finns listade i Catalogue of Life.